# チャールズ・デロング

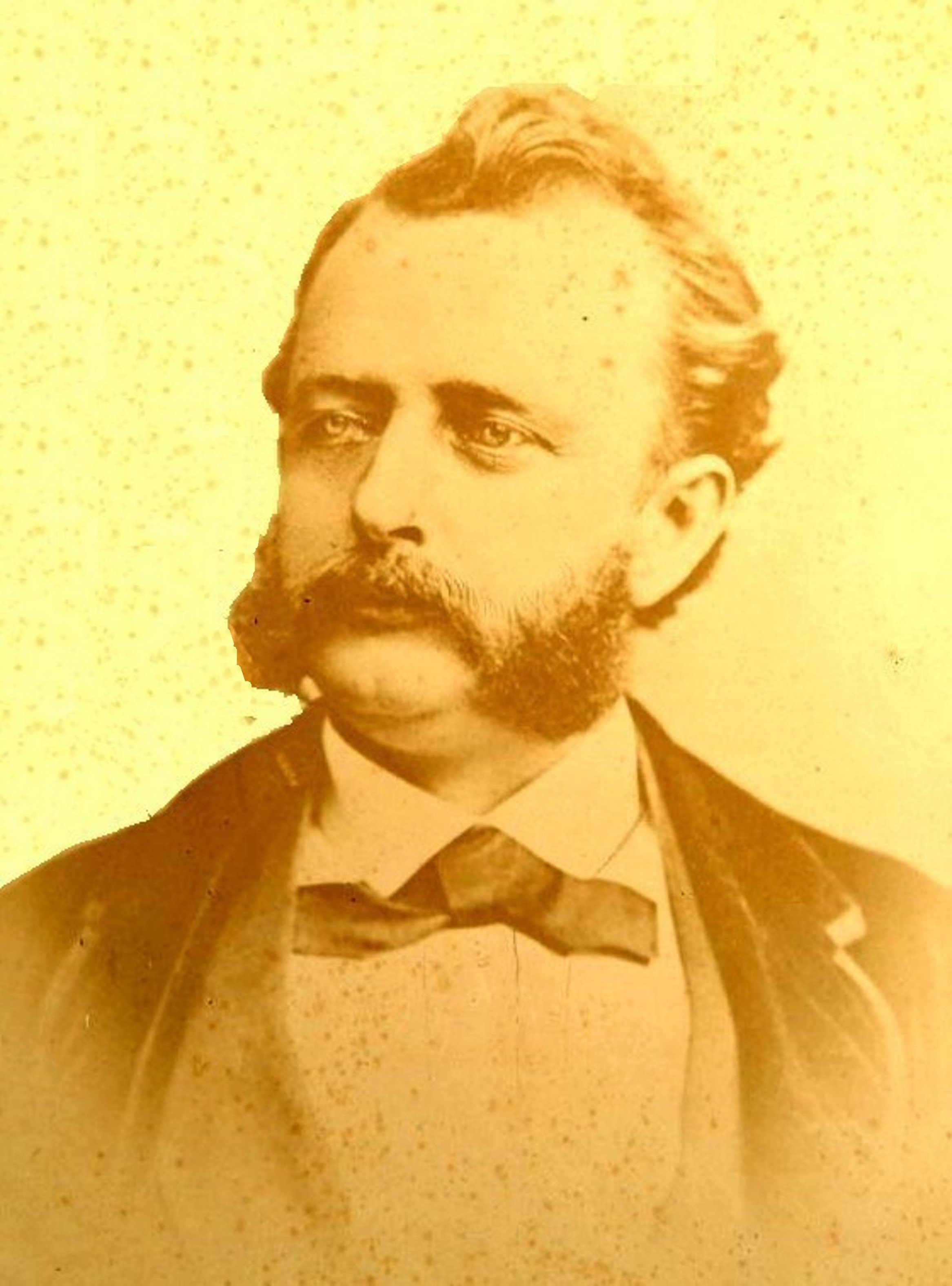
チャールズ・デロング

チャールズ・デロング（Charles E. DeLong、1832年-1876年）は、アメリカ合衆国ニューヨーク出身の政治家、外交官。西部の弁護士から国政に進出した。

## 人物略歴
ニューヨーク出身。20歳前にカリフォルニアへと移住し、鉱夫などとして働いた。弁護士、ついで1857年には州下院議員となり、2期務めた。
1869年（明治元年）-1874年（明治6年）の間、日本駐在のアメリカ公使を務めた。はじめは弁理公使で、後には特命全権公使となった。1871年（明治4年）に派遣された岩倉使節団に同行して、一時帰国。日本の使節団の通訳やその他の面倒を見た。その間の事情は、久米邦武『米欧回覧実記』などに詳しい。デロングは、この頃、アメリカの中央政界に打って出る機会をうかがっており、駐日英国公使のハリー・パークスとは対日外交上のライバル関係にあった。
デロングは駐米日本代表の森有礼代理公使とともに、岩倉使節団副使の伊藤博文に対して、条約改正の本交渉に入ることを進言、伊藤もその旨を大使岩倉具視に提案した。岩倉もそれを受けてアメリカ国務省のハミルトン・フィッシュ国務長官に本交渉の開始を申し出たが不調に終わった。